# Sajan-Samojeden
De Sajan-Samojeden (Russisch: Саянские самодийцы; Sajanskieje samodiejtsy) is een verzamelnaam voor een groep van Samojeedse volkeren en naties die leefden of nog steeds leven in de taigazone op de noordelijke hellingen van de Sajan.

## Verspreiding
Er waren drie groepen Sajan-Samojeden:
- De Kamasinen ('Taiga-Tataren') leefden met namen in het zuidelijke deel van de huidige kraj Krasnojarsk, ten zuiden en zuidoosten van de stad Krasnojarsk, langs de rivieren Kan en Mana. Een deel van hen woonde ten zuiden van de rest in de Sajan, langs de rivieren Kebezj, Abakan, Toeba, Oja, Amyl, Kandat en Sjadat en sprak het dialect Kamassisch (Kojbaly).

- De Tajgiërs (Tajgiejtsy), Karagasen (Karagasy) of Karagosen (Karagosy) en Matoren (Matory) of Motoren (Motory) spraken de taal Matorisch (Mator) en leefden in de gebieden langs de rechteroever van de Jenisej, van de regio waar de huidige stad Abakan ligt tot aan de bovenlopen van de rivieren Birjoesa en Oeda in het westen van de huidige oblast Irkoetsk, langs de rivieren Kizir, Toeba, Amyl en Oja.

- De Sojoten (Sojoty) of Sajaten (Sajaty) leven in het district Okinski van de autonome republiek Boerjatië.

## Talen en assimilatie
De Sajan-Samojeden spraken de dialecten Kamassisch en Matorisch. Volgens een onderzoek van de Russische taalkundige Jevgeni Chelimski wijzen de talen er niet op dat er nauwe genetische banden waren tussen de volken onderling of met andere sprekers van Samojeedse talen.
De Kamasinen spraken eerst Kamassisch maar gingen na een grote sterfte onder de rendieren over op landbouw en assimileerden daardoor met de boerenbevolking, waardoor de taal langzamerhand uitstierf. De Sojoten werden onder invloed van turkificatie onderdeel van de Boerjaten. De meeste Sajan-Samojeden werden geassimileerd door de Chakassen, deels door de Toevanen en westelijke Boerjaten en later ook door de Russen.

## Onderzoek
Het bestaan van de Samojeden in Siberië werd voor het eerst genoemd door de Zweedse geograaf Philip Johan von Strahlenberg, die in 1730 zijn bevindingen publiceerde in het boek Historische en geografische beschrijving van de noordelijke en oostelijke delen van Europa en Azië. De talen van de Sajan-Samojeden werden in de 18e eeuw beschreven door de reizigers Peter Simon Pallas en Gerhardt Friedrich Müller en in de eerste helft van de 19e eeuw door Grigori Spasski en Matthias Alexander Castrén. Begin 20e eeuw werd veel materiaal over de taal en folklore van de Kamasinen verzameld door de Finse taalkundige Kai Donner.